# لجنة برونتلاند

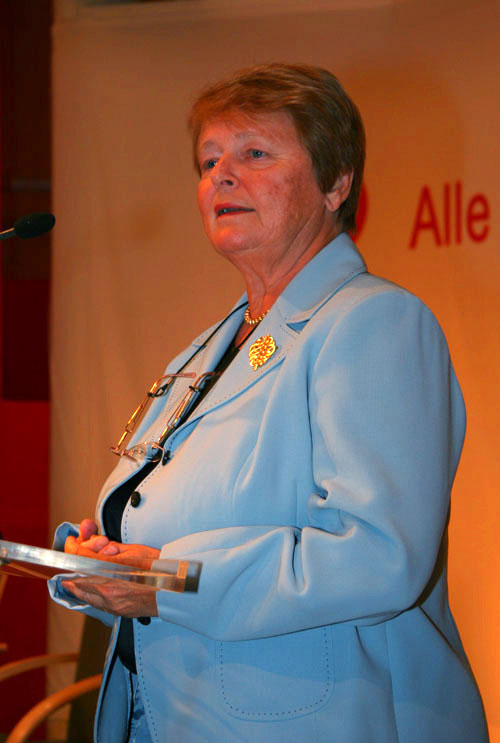
غرو هارلم برونتلاند، رئيسة وزراء النرويج السابقة والمديرة العامة لمنظمة الصحة العالمية. اُلتقطت الصورة خلال "مؤتمر حزب العمال النرويجي" عام 2007.

كانت مهمة لجنة برونتلاند، التي عُرفت سابقًا باسم اللجنة العالمية المعنية بالبيئة والتنمية (دبليو سي إي دي)، توحيد البلدان لمتابعة التنمية المستدامة معًا. عيّن الأمين العام للأمم المتحدة خافيير بيريز دي كوييار، غرو هارلم برونتلاند رئيسةً للّجنة، في ديسمبر عام 1983. أدركت الجمعية العامة للأمم المتحدة في ذلك الوقت أن هناك تدهورًا كبيرًا في البيئة البشرية والموارد الطبيعية. قررت الأمم المتحدة إنشاء لجنة برونتلاند، من أجل حشد البلدان للعمل معًا من أجل التنمية المستدامة ومتابعتها.
كانت غرو هارلم بروندتلاند رئيسة وزراء النرويج السابقة، واختيرت بسبب خلفيتها القوية في العلوم والصحة العامة. حُلّت لجنة برونتلاند رسميًا في ديسمبر عام 1987، بعد إعلان تقرير مستقبلنا المشترك، المعروف أيضًا باسم تقرير برونتلاند في أكتوبر عام 1987. عمّمت الوثيقة (وعرّفت) مصطلح «التنمية المستدامة». فاز تقرير مستقبلنا المشترك بجائزة غراويماير من جامعة لويفيل عام 1991. بدأ المركز التنظيمي لمستقبلنا المشترك في أبريل عام 1988 وحلّ محل اللجنة.

## البنية
ترأست رئيسة وزراء النرويج السابقة غرو هارلم برونتلاند، لجنة برونتلاند. شكّل السياسيون وموظفو الخدمة المدنية وخبراء البيئة غالبية الأعضاء. مثّل أعضاء اللجنة 21 دولةً مختلفةً (من كل من البلدان المتقدمة والنامية). كان العديد من الأعضاء شخصيات سياسية مهمة في بلدانهم. كان وليام روكلساوس، الرئيس السابق لوكالة حماية البيئة الأمريكية أحد الأمثلة على ذلك. عُيّن جميع أعضاء اللجنة من قبل رئيسة مجلس الإدارة غرو هارلم برونتلاند ونائبها منصور خالد.
ركزت اللجنة على إنشاء شبكاتٍ لتعزيز الإشراف البيئي. تربط معظم هذه الشبكات بين الحكومات والكيانات غير الحكومية، يُعد مجلس بيل كلينتون للتنمية المستدامة إحدى هذه الشبكات. تجتمع الحكومات وقادة الأعمال في هذا المجلس، لتبادل الأفكار حول كيفية تشجيع التنمية المستدامة.
كانت لجنة برونتلاند الأكثر نجاحًا في تشكيل العلاقات الدولية بين الحكومات والشركات متعددة الجنسيات. كان مؤتمر الأرض في كل من عامي 1992 و2002 نتيجةً مباشرةً للجنة برونتلاند. يسمح الهيكل والإطار الدوليان للجنة برونتلاند بالنظر في مشاكل متعددة (مثل إزالة الغابات واستنفاد الأوزون) من نهج شامل. 

## جهود الاستدامة
تشمل الركائز الثلاثة الرئيسية للتنمية المستدامة: النمو الاقتصادي، وحماية البيئة، والمساواة الاجتماعية. يصعب العثور على أدلة على مستويات متساوية من المبادرات للأركان الثلاث في سياسات البلدان في جميع أنحاء العالم، على الرغم من اتفاق الكثير من الناس على أن كلًا من هذه الأفكار الثلاثة تساهم في الفكرة الشاملة للاستدامة. تُعد الركيزتان الأخيرتان متدهورتين بشكل واضح، مع العدد الهائل من البلدان التي وضعت النمو الاقتصادي في طليعة التنمية المستدامة، خاصة مع كون الرفاه العام للبيئة في حالة غير صحية بشكل خطير.
طرحت لجنة برونتلاند إطارًا مفاهيميًا تتفق معه العديد من الدول التي تريد أن تحاول إحداث فرق في بلدانها عن طريقه، ولكن كان من الصعب تحويل هذه المفاهيم حول الاستدامة إلى إجراءات وبرامج ملموسة. ما يزال تنفيذ التنمية المستدامة على مستوى العالم تحديًا، ولكنه أُحرز تقدمًا بسبب جهود لجنة برونتلاند.
دعت لجنة برونتلاند بعد إصدار تقريرها، مستقبلنا المشترك، لعقد اجتماع دولي حيث يمكن رسم المزيد من المبادرات والأهداف الملموسة. عُقد هذا الاجتماع في ريو دي جانيرو في البرازيل. نتج عن الاجتماع خطة عمل شاملة تعرف باسم جدول أعمال القرن 21. يستلزم جدول أعمال القرن 21 اتخاذ إجراءات على الصعيد العالمي والوطني والمحلي، من أجل جعل الحياة على الأرض أكثر استدامةً في المستقبل.